# Vandella
Een vandella is een demon of vampier die in dromen kan verschijnen. De vandella komt voor bij de Amhaars sprekende bevolking van Ethiopië. De vandella heeft overeenkomsten met een succubus en de vetala.